# Monohelea boudinoti
Monohelea boudinoti är en tvåvingeart som beskrevs av Clastrier 1993. Monohelea boudinoti ingår i släktet Monohelea och familjen svidknott.
Artens utbredningsområde är Nya Kaledonien. Inga underarter finns listade i Catalogue of Life.